# قطب الدين الشيرازي
قطب الدين محمود بن ضياء الدين مسعود بن مصلح الشيرازي (1236–1311) هو عالم وشاعر فارسي عاش في القرن الثالث عشر. كان له دورًا كبيرًا في علم الفلك والرياضيات والطب والفيزياء ونظرية الموسيقى والفلسفة والصوفية.
العالم المسلم الطبيب الفارسي قطب الدين محمود بن مسعود بن مصلح الشيرازي، ويُعرف أيضًا بلقب «أبي الثناء الشيرازي»، ولد في كازرون بإيران وتعلم الطب على يد والده وعمه، ثم تتلمذ على نصير الدين الطوسي. وقد زار عدداً من البلدان، فذهب إلى خراسان والعراق وفارس ومصر. ومارس الشيرازي إلى جانب نشاطه العلمي، القضاء والدبلوماسية حيث عين قاضياً في إحدى مدن فارس، ثم دخل في خدمة ملوكها. وقد أرسله أحدهم في بعثة إلى قلاوون سلطان المماليك في القاهرة، لعقد معاهدة سلام بين الطرفين. فبقي مدة في مصر، ثم رجع أخيراً إلى تبريز حيث كانت وفاته سنة 710 هـ / 1311م.

## سيرة شخصية
ولد الشيرازي في مدينة كازرون الإيرانية في تشرين الأول/أكتوبر في عام 1236 لعائلة صوفية. كان والده ضياء الدين مسعود كازروني طبيبًا ومتصوفًا. تلقى والده الرداء الصوفي الذي يُدعى الخرقة من الفيلسوف شهاب الدين عمر السهروردي، وأعطاها لقطب الدين كمباركة عندما كان في سن العاشرة. بدأ قطب الدين دراسة الطب في عهد والده الذي درّس ومارس الطب في مستشفى مظفري في شيراز. توفي والده عندما عمره 14 عامًا وحلّ محله كطبيب عيون في المستشفى.
درس كتاب القانون في الطب للباحث الفارسي الشهير ابن سينا وتعليقاته حيث قرأ تعليق فخر الدين الرازي على الكتاب وأثار الكثير من القضايا الجدلية الخاصة به. أدى به ذلك إلى كتابة تعليقه الخاص حيث أعاد النظر في العديد من القضايا بالتعاون مع العالم نصير الدين الطوسي. تابع تعليمه على يد عمه كمال الدين أبو الخير وشمس الدين محمد كيشي، وكانا من المعلمين ذوي الخبرة في قانون ابن سينا.
ترك الشيرازي مهنة الطب بعد عشر سنوات وبدأ تكريس وقته لمواصلة التعليم تحت إشراف نصير الدين الطوسي. أسس الطوسي مرصد مراغة بعد أن أقنع هولاكو خان حاكم المغول في هذه الخطوة، فأصبح الشيرازي ينجذب أكثر إلى المدينة. غادر مدينة شيراز في وقت ما بعد عام 1260 وكان في المراغة في عام 1262. استأنف قطب الدين تعليمه في المراغة في عهد الطوسي الذي درس معه الإشارات والتنبيهات لابن سينا. ناقش الصعوبات التي واجهها مع الطوسي في فهم أول كتاب لقانون ابن سينا. درس أيضًا علم الفلك تحت وطأة الطوسي أثناء العمل في المرصد الجديد حيث كان أحد المشاريع العلمية المهمة إكمال الجدول الفلكي الجديد.
كانت إقامة قطب الدين في المراغة قصيرة. سافر بعد ذلك إلى خراسان بصحبة الطوسي حيث مكث للدراسة في عهد نجم الدين الكاتبي القزويني ليصبح مساعدًا له. سافر بعد ذلك إلى قزوين وأصفهان وبغداد ثم قونية في الأناضول، والتقى هناك بالشاعر الفارسي جلال الدين محمد بلخي (الرومي)، ودرس كتاب جامع الأصول لابن الأثير مع صدر الدين قونوي.
عينه حاكم قونية الذي كان يُدعى معين الدين برفانا قاضيًا لسيواس وملطية. أنهى الشيرازي خلال هذه الفترة كتابة كتاب مفتاح المفتاح واختيار المظفرية وتعليقه على كتاب السكاكي. بُعث نيابة عن الإلخاني أحمد تكودار إلى سيف الدين قلاوون حاكم مصر المملوكي في عام 1282. ذكر الحاكم الإلخاني في رسالته إلى قلاوون أن قطب الدين هو رئيس القضاة. جمع قطب الدين خلال هذا الوقت العديد من الانتقادات والتعليقات على قانون ابن سينا واستخدمها في تعليقه على الكليات. عمل قطب الدين في الفترة الأخيرة من حياته المهنية كمدرّس لقانون ابن سينا في سوريا. غادر بعدها إلى تبريز وتوفي بعد فترة وجيزة ودُفن في مقبرة عرندب بالمدينة.
كان لدى قطب الدين رغبة كبيرة  في التعلم ويتبين ذلك من خلال السنوات الأربع والعشرين التي قضاها في الدراسة مع العلماء لكتابة تعليقه على كتاب الكليات. وقد تميز أيضًا بسعة معرفته، وحس الفكاهة والسخاء الكبير. كما كان لاعب شطرنج بارع وعزف على الآلة الموسيقية المعروفة باسم الربابة وهي الأداة المفضلة للشاعر الفارسي الرومي.

## أعمال

### أعمال رياضية
- كتاب تحرير أصول إقليدس، وهو كتاب عن الهندسة باللغة الفارسية يحتوي على خمسة عشر فصلاً تحتوي بشكل أساسي على ترجمة أعمال نصير الدين الطوسي. اكتمل الكتاب في تشرين الثاني/نوفمبر في عام 1282.

### علم الفلك والجغرافيا
- كتاب في حركات الدحرجة والنسبة بين المستوي والمنحني الذي كُتب كملحق لكتاب نهائيات الإدراك.
- كتاب نهاية الإدراك في دراية الأفلاك وكتاب التحفة الشاهية في عام 1284. يمثّل العملان نموذجه الذي يمثّل حركة الكواكب، وتحسين مبادئ بطليموس.[6] ناقش أيضًا إمكانية وجود نظرية مركزية الشمس في كتابه حدود الإنجاز فيما يتعلق بمعرفة السموات.[7]
- كتاب التحفة الشاهية في الهيئة، وهو كتاب باللغة العربية في علم الفلك يحتوي على أربعة فصول. كتبه لمحمد ابن صدر السعيد المعروف باسم تاج الإسلام أمير شاه.

### أعمال فلسفية
- كتاب درة التاج لغرة الديباج، وهو أشهر أعمال قطب الدين الشيرازي المكتوبة باللغة الفارسية في عام 1306م (705هـ). إنه عمل يأخد شكل موسوعة، ويدور حول الفلسفة المكتوبة لرستام دبّاج حاكم أرض جيلان الإيرانية. ويشمل النظرة الفلسفية في العلوم الطبيعية واللاهوت والمنطق والشؤون العامة والأخلاق والتصوف وعلم الفلك والرياضيات والحساب والموسيقى.
- كتاب شرح حكمة الإشراق شهاب الدين السهروردي حول فلسفة وتصوف شهاب الدين السهروردي وفلسفته حول تنوير اللغة العربية.

### الطب
- كتاب التحفة السعدية، والذي يُطلق عليه نزهة الحكماء وروعة الأطباء.
- كتاب رسالة في البرص.

### الدين والصوفية واللاهوت والقانون واللغويات والبلاغة وغيرها
- كتاب الانتصاف، وهو تعليق باللغة العربية على كتاب الكشّاف الذي يدور حول تفسير الزمخشري للقرآن.
- فتح المنان في تفسير القرآن، وهو تعليق شامل على القرآن في أربعين مجلد مكتوب باللغة العربية.
- كتاب مشكلة الإعراب في بناء الجملة العربية.
- كتاب مشكلة التفسير أو مشكلات القرآن.
- كتاب مفتاح المفتاح، وهو تعليق على القسم الثالث من كتاب مفتاح العلوم الذي يتضمن قواعد اللغة والخطابة العربية لأبي يعقوب سراج الدين يوسف سكّاكي خوارزمي.
- كتاب شرح مختصر أصول الفقه لابن حاجب، وهو تعليق على كتاب منتهى السؤال والأمل في علمي الأصول والجدل، وهو كتاب يتضمن مصادر القانون بالنسبة لمدرسة مالكي للفكر.
- كتاب تاج العلوم.
- كتاب التبصرة.

## إسهاماته العلمية
يعدّ جورج سارطون قطب الدين الشيرازي من علماء الرياضيات والفلك والفيزياء والفلسفة البارزين. وقد تجلت إسهاماته في الفيزياء في شرحه لقوس قزح «شرحاً وافياً هو الأول من نوعه، فبين أن ظاهرة القوس هذه، تحدث من وقوع أشعة الشمس على قطيرات الماء الصغيرة الموجودة في الجو عند سقوط الأمطار، وحينئذ تعاني الأشعة انعكاساً داخلياً، وبعد ذلك تخرج الأشعة إلى عين الرائي».
أما في الفلك، فقد تابع أعمال أستاذه نصير الدين الطوسي، فطور نموذجاُ فلكياً لعطارد كان الطوسي قد بدأه، كما شرح أفكار أستاذه الغامضة في الفلك والهندسة. وكان الشيرازي يعتمد في بحوثه على المشاهدة والتجربة والاستنتاج، مع الأخذ بالبرهان الرياضي على المسائل الفيزيائية والفلكية.

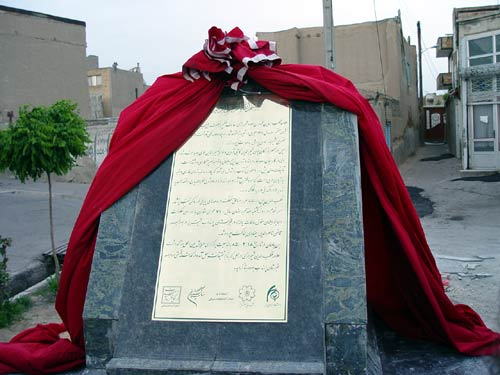
قطب الدين الشيرازي

## مؤلفاته
لقطب الدين مؤلفات عديدة، نذكر من أهمها:
- نهاية الإدراك في دراية الأفلاك وهو كتاب كما يقول سارطون يشتمل على موضوعات مختلفة، تتعلق بالفلك، والأرض، والبحار، والفصول، والظواهر الجوية، والميكانيكا، والبصريات.
- كتاب التحفة الشاهية في الهيئة
- كتاب التبصرة في الهيئة
- كتاب نزهة الحكماء وروضة الأطباء: وهو شرح وتعليق على كتاب القانون لابن سينا كتاب رسالة في بيان الحاجة إلى الطب وآداب الأطباءووصاياهم
- التحفة السعدية - في شرح كليات القانون في الطب
- له رسالة في البرص وللشيرازي أيضاً عدد آخر من المؤلفات في الفلك وفي علوم مختلفة. وقد توجه في أواخر حياته إلى التصوف، ووضع بعض المصنفات في علوم القرآن والحديث.